# Lakhanayakanakoppa, Ramdurg
Lakhanayakanakoppa là một làng thuộc tehsil Ramdurg, huyện Belgaum, bang Karnataka, Ấn Độ.